# Валеев, Хады Сабирович
Хады Сабирович Валеев — советский учёный в области электрокерамики, доктор технических наук, профессор, лауреат Сталинской премии 3-й степени (1952). Член КПСС с 1928 г.

## Биография
Родился 3 декабря (21 ноября) 1906 года в д. Исаково (в советское время — Буинский район Татарской АССР).
Окончил физико-техническое отделение Восточно-педагогического института в Казани (1931) и аспирантуру Энергетического института имени Г. М. Кржижановского. В 1936 г. защитил кандидатскую диссертацию, посвящённую индуцированным грозовым перенапряжениям и защите от них с помощью заземленных тросов. Эта его работа имела важное значение для народного хозяйства.
Работал во ВНИИ электрокерамики, последняя должность — старший научный сотрудник отдела керамических диэлектриков, полупроводников и электрофизических исследований.
В конце 1930-х гг. проводил исследования по изучению параметров молнии при прямом ударе, а также процессов, имеющих место при растекании токов молнии в земле. Впервые в СССР получил осциллограммы прямого удара молнии.
На военной службе с 29.09.1941 по 10.07.1945, инженер-капитан, занимался разработкой новых видов электрокерамических материалов, необходимых для создания нового электротехнического оборудования.
Создал новый класс нелинейных материалов на основе окиси цинка с добавкой различных оксидов, способных образовывать соединения с кристаллической структурой.
В 1969 г. по итогам защиты доклада на тему «Изыскания, исследования и разработки электротехнической керамики для электропромышленности» присвоена степень доктора технических наук, в 1972 г. утверждён в ученом звании профессора.
По совместительству преподавал и вёл научную работу в Московском энергетическом институте.
Умер не ранее 1987 года.

## Научные труды
Автор нескольких изобретений и более 100 научных публикаций.

### Сочинения
- Нелинейные металлоксидные полупроводники / Х. С. Валеев, В. Б. Квасков. — М. : Энергоиздат, 1983. — 160 с. : ил.; 20 см.

## Награды и звания
- Сталинская премия 3-й степени 1952 года (в составе коллектива) — за разработку и освоение в производстве конденсаторов нового типа.
- Заслуженный деятель науки и техники РСФСР.